# メイン州会議事堂
メイン州会議事堂（メインしゅうかいぎじどう、Maine State House）は、アメリカ合衆国メイン州の州都オーガスタに立地する同州議会の議事堂。庁舎内にはメイン州議会の上下両院の議場のほか、メイン州知事室が置かれている。
1820年にマサチューセッツ州から分離独立してメイン州が成立したとき、州都の候補にはオーガスタのほか、ポートランドなどいくつかの都市が挙げられていた。1827年2月24日、州議会はオーガスタを州都に選定し、当時の州知事エノック・リンカーンがこれを承認したことで、オーガスタは正式にメイン州の州都となった。庁舎の建設はその2年後、1829年7月4日に始まり、3年の歳月と139,000ドル（当時）の費用を投じて完成した。建設費用のうち11,500ドルは、オーガスタ市政府が負担した。メイン州議会がこの庁舎を議事堂として使用し始めたのは1832年1月4日であった。
この庁舎はボストンの建築家チャールズ・ブルフィンチの設計によるものであった。ブルフィンチは、自身の作品であるマサチューセッツ州会議事堂に似せてこの庁舎を設計した。建材には州内のハローウェル産の御影石が用いられた。
その後も議事堂は何度か改装された。庁舎の内装は1852年、1860年の2度にわたり改装され、州の各種機関の事務所とする部屋が増やされた。1890年から翌1891年にかけては、3階建てのウイングが増築され、事務所用の部屋がさらに増やされたほか、ウイングに州立図書館が開館した。1909年から1910年にかけては大規模な改装が行われ、庁舎は現在の姿になった。この改装では、正面はブルフィンチの設計したままで残されたものの、南北にはウイングが増築されて幅がそれまでの2倍、91.4mに広がり、屋上のキューポラは高さ56.4mのドームに置き換えられた。ドームの上には金箔の貼られた、智恵の女性の銅像が立てられた。
メイン州議会下院は北ウイングの3階と4階を、また上院は南ウイングの3階と4階をそれぞれ使用している。知事室は州法図書館や旗のホールと共に、2階の中央部後方に置かれている。州知事室からは西に御影石造りの州政府事務所ビルを望むことができる。議事堂とこのビルとはトンネルでつながっている。
議事堂内には歴代の州知事や、メイン州の歴史上重要な人物の肖像画が飾られている。また、議事堂の敷地の南側には近代的なビルが建っており、その内部にはメイン州立図書館、メイン州立博物館、メイン州文書アーカイブが置かれている。